# Championnat du Botswana de football 2021-2022
Navigation
Saison précédente Saison suivante
La saison 2021-2022 du Championnat du Botswana de football est la cinquante-sixième édition du championnat de première division au Botswana. Les seize meilleures équipes du pays sont regroupées au sein d’une poule unique où ils s’affrontent deux fois au cours de la saison, à domicile et à l’extérieur. En fin de saison, les trois derniers du classement sont relégués et remplacés par les trois meilleurs clubs de deuxième division.
Le club Gaborone United est sacré champion à l'issue de la saison et remporte son septième titre.

## Déroulement de la saison
La saison 2020-2021 ayant été annulée à cause de la pandémie de Covid-19, ce sont les équipes de la saison 2019-2020 ayant assurées leur maintien qui participent au championnat avec les trois clubs promus en fin de saison 2019-2020.

## Qualifications continentales
Le champion du Botswana se qualifie pour la Ligue des champions de la CAF 2022-2023 tandis que le vainqueur de la Mascom Top 8 obtient son billet pour la Coupe de la confédération 2022-2023.

## Les clubs participants
- Township Rollers
- Police XI
- Gilport Lions
- Orapa United
- Jwaneng Galaxy FC
- Botswana Defence Force XI
- Security Systems FC
- Morupule Wanderers
- MR Highlanders
- LCS Extension Gunners
- Gaborone United
- Prisons XI
- Notwane Football Club
- Sua Flamingo FC - Promu de D2
- Mogoditshane Fighters - Promu de D2
- Masitaoka FC - Promu de D2

## Compétition
Le barème utilisé pour établir le classement est le suivant :
- Victoire : 3 points
- Match nul : 1 point
- Défaite : 0 point

### Classement
| Rang | Équipe                    | Pts | J  | G  | N  | P  | Bp | Bc | Diff |
| ---- | ------------------------- | --- | -- | -- | -- | -- | -- | -- | ---- |
| 1    | Gaborone United C         | 72  | 30 | 22 | 6  | 2  | 62 | 13 | +49  |
| 2    | Township Rollers          | 66  | 30 | 20 | 6  | 4  | 46 | 17 | +29  |
| 3    | Jwaneng Galaxy FC T       | 61  | 30 | 20 | 1  | 9  | 68 | 33 | +35  |
| 4    | Orapa United              | 58  | 30 | 17 | 7  | 6  | 52 | 25 | +27  |
| 5    | Botswana Defence Force XI | 52  | 30 | 15 | 7  | 8  | 39 | 29 | +10  |
| 6    | Security Systems FC       | 47  | 30 | 12 | 11 | 7  | 46 | 34 | +12  |
| 7    | Sua Flamingo FC P         | 47  | 30 | 12 | 11 | 7  | 46 | 34 | +12  |
| 8    | Police XI                 | 43  | 30 | 12 | 7  | 11 | 36 | 33 | +3   |
| 9    | LCS Extension Gunners     | 38  | 30 | 12 | 2  | 16 | 43 | 53 | -10  |
| 10   | Morupule Wanderers        | 37  | 30 | 10 | 7  | 13 | 35 | 41 | -6   |
| 11   | Masitaoka FC P            | 35  | 30 | 8  | 11 | 11 | 35 | 35 | 0    |
| 12   | Mogoditshane FightersP    | 27  | 30 | 7  | 6  | 17 | 30 | 54 | -24  |
| 13   | Prisons XI                | 25  | 30 | 6  | 7  | 17 | 30 | 70 | -40  |
| 14   | Notwane Football Club     | 20  | 30 | 5  | 5  | 20 | 24 | 56 | -32  |
| 15   | Gilport Lions             | 19  | 30 | 4  | 7  | 19 | 23 | 55 | -32  |
| 16   | MR Highlanders            | 19  | 30 | 4  | 7  | 19 | 23 | 57 | -34  |

|  | Qualification pour la Ligue des champions de la CAF 2022-2023         |
|  | Qualification pour la Coupe de la confédération 2022-2023             |
|  | Relégation directe en deuxième division                               |
|  | T : Tenant du titre C ; Vainqueur de la Orange FA Cup P : Promu de D2 |

- Gaborone United réalise le doublé coupe-championnat ce qui permet à Security Systems FC de se qualifier pour la Coupe de la confédération 2022-2023[2].

## Bilan de la saison
| Championnat du Botswana de football 2021-2022 |                            |
| Champion                                      | Gaborone United (7e titre) |
| Coupes et trophées                            |                            |
| Vainqueur de la Coupe du Botswana 2021-2022   | Gaborone United            |
| Qualifications continentales                  |                            |
| Ligue des champions de la CAF 2022-2023       | Gaborone United            |
| Coupe de la confédération 2022-2023           | Security Systems FC        |
| Promotions et relégations                     |                            |
| Promus en Premier League                      | Nico United                |
| Promus en Premier League                      | Holy Ghost FC              |
| Promus en Premier League                      | Eleven Angels FC           |
| Relégués en Second Division                   | Notwane Football Club      |
| Relégués en Second Division                   | Gilport Lions              |
| Relégués en Second Division                   | MR Highlanders             |